# Loma Izote
Loma Izote är en ort i Mexiko.   Den ligger i kommunen San Lucas Zoquiápam och delstaten Oaxaca, i den sydöstra delen av landet, 270 km sydost om huvudstaden Mexico City. Loma Izote ligger 1 847 meter över havet och antalet invånare är 163.
Terrängen runt Loma Izote är kuperad åt nordväst, men åt sydost är den bergig. Terrängen runt Loma Izote sluttar österut. Runt Loma Izote är det ganska tätbefolkat, med 75 invånare per kvadratkilometer. Närmaste större samhälle är Huautla de Jiménez, 7,7 km öster om Loma Izote. I omgivningarna runt Loma Izote växer i huvudsak städsegrön lövskog.